# Karl Meyer (Jurist)
Karl Meyer (* 9. August 1862 in Ansbach; † 28. Januar 1937 in Bad Tölz) war ein deutscher Jurist. Von 1923 bis 1930 war er Präsident des Oberlandesgerichtes München.

## Leben
Meyer war seit dem Studium Mitglied der Studentenverbindung Akademischer Gesangverein München im SV.  Er war ab 1887 nach bestandener Staatsprüfung zunächst als III. Staatsanwalt beim Landgericht Landshut, dann als Amtsrichter in Donauwörth und in Landshut tätig. 1895 wurde er II. Staatsanwalt in Landshut, 1898 Landgerichtsrat in Landshut, 1902 Landgerichtsrat am Landgericht München I, 1906 I. Staatsanwalt extra statum am Landgericht München I und 1907 Rat am Oberlandesgericht München.
Am 1. Mai 1909 wurde Meyer in das Staatsministerium der Justiz einberufen. Von 1910 bis 1919 war er im Nebenamt Vorsitzender der juristischen Prüfungskommission an der Universität München. 1912 wurde er zum Ministerialrat befördert, 1918 erhielt er den Titel und Rang Geheimer Rat. Vom 1. April 1919 bis zum 30. September 1923 war er Ministerialdirektor im Staatsministerium der Justiz.
Am 1. Oktober 1923 wurde Meyer Präsident des Oberlandesgerichts München. Dieses Amt übte er bis zu seinem Ruhestand am 1. Oktober 1930 aus.
Karl Meyer gehörte in seiner Eigenschaft als Staatsrat 1933 zu den Gründungsmitgliedern der nationalsozialistischen Akademie für Deutsches Recht Hans Franks.